# Thereva congoensis
Thereva congoensis är en tvåvingeart som beskrevs av Lyneborg 1976. Thereva congoensis ingår i släktet Thereva och familjen stilettflugor.
Artens utbredningsområde är Kongo. Inga underarter finns listade i Catalogue of Life.